# About.me

About.me

About.me (Généralement écrit about.me) est un service d'hébergement web, cofondée par Ryan Freitas, Tony Conrad et Tim Young, en octobre 2009. 

## Descriptif
Le site propose aux utilisateurs enregistrés une page web simple sur laquelle placer des liens vers ses multiples identités en ligne, vers des sites externes pertinents, et vers de populaires sites web de réseautage social tels que Facebook, Flickr, Google+, Pinterest, LinkedIn, Twitter, Tumblr et YouTube. Il se caractérise par une page unique dédiée au profil utilisateur, habillée chaque fois par une pleine et belle image d'arrière-plan, ainsi que par une biographie très résumée. Le site propose aussi aux utilisateurs d'ajouter un domaine personnalisé à leur page.

## Historique
Le 20 décembre 2010, quatre jours seulement après son lancement public, About.me a été rachetée par AOL. La société est restée à AOL un peu plus de vingt-cinq mois. Le 5 février 2013, il a été annoncé que Conrad avait racheté la majorité de contrôle de About.me à AOL ; bien qu'aucun détail n'a été révélé quant au prix d'achat, Conrad a dit que c'était une fraction du prix qu'AOL avait payé initialement pour l'acheter. Conrad considéra qu'il n'y avait pas d'avantages à être la propriété d'AOL, et que le site ne correspondait pas au modèle d'affaires actuel d'AOL (qui a insisté sur le contenu en ligne plutôt que sur des services de réseaux sociaux). Le site redevint une startup, et recommença une nouvelle levée de fonds après l'annonce de rachat.

## Concurrence
Peu de sites peuvent être répertoriés comme des solutions de rechange susceptibles de concurrencer ce leader du marché. remote.com en est le plus proche ; étant composé d'une unique page web sur vous[Qui ?], il peut donc être considéré comme un clone de about.me. Il est principalement destiné à être une page web de profil professionnel et il est en plus gratuit. Une autre possibilité est le site qui s'appelle medotcom.com, qui est différent car il propose une barre de recherche, des statistiques instantanées et ne s'adresse pas seulement aux individus mais également à de plus grandes entités ; il est libre aussi, et peut-être le plus simple et le plus direct des trois sites, avec une focalisation sur les médias sociaux, la présence en ligne et la possibilité d'être découvert et joignable facilement. Il y a aussi flavors.me qui a eu ses beaux jours et est toujours en ligne. Enfin, Wix.com peut être considéré comme un autre concurrent puisqu'il est gratuit et vous permet très facilement de créer votre page et de vous présenter en ligne.